# Pintor de Polos

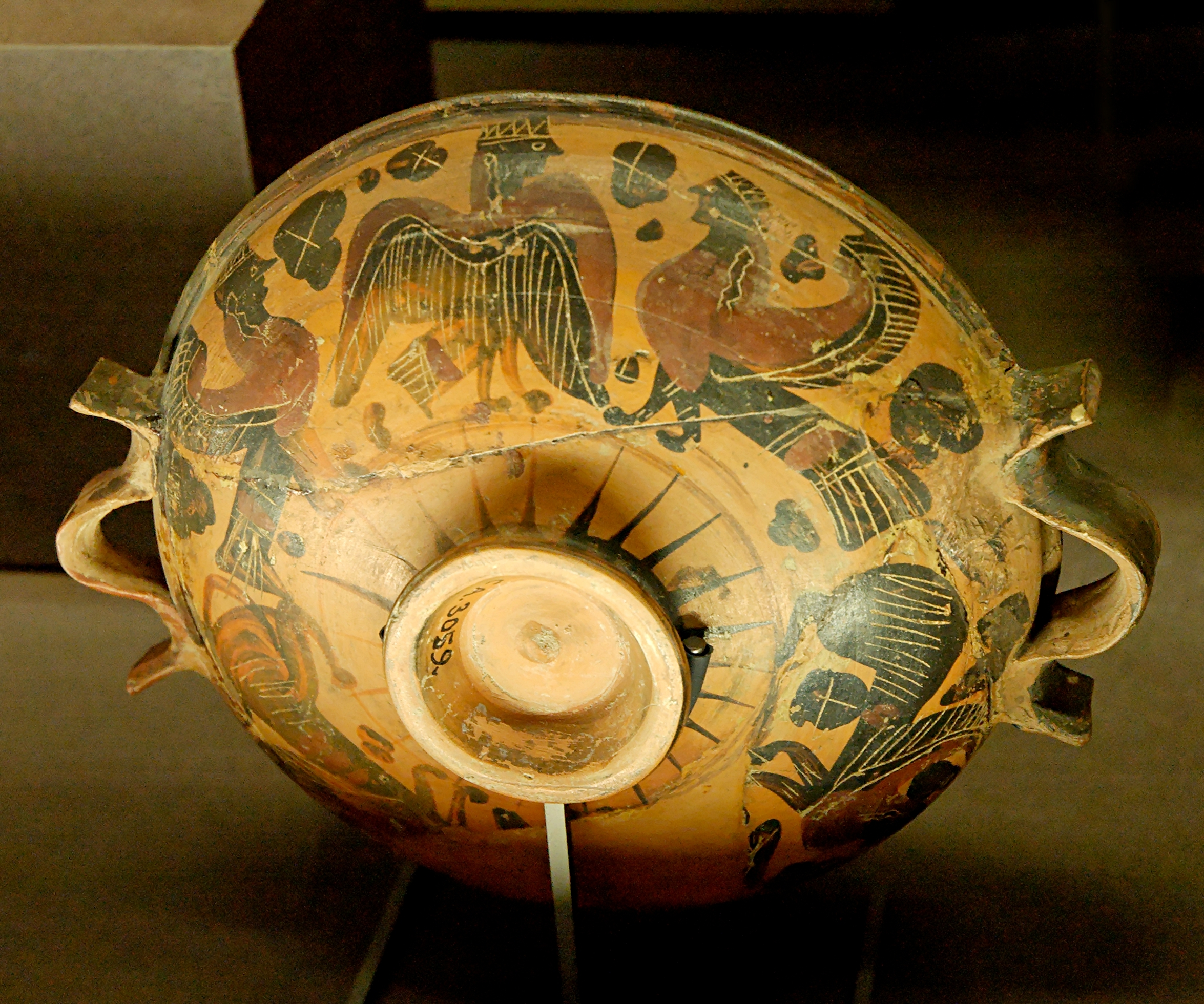
Sirenas en una lécane por el Pintor de Polos, c. 600-575 a. C. Louvre CA 3059.

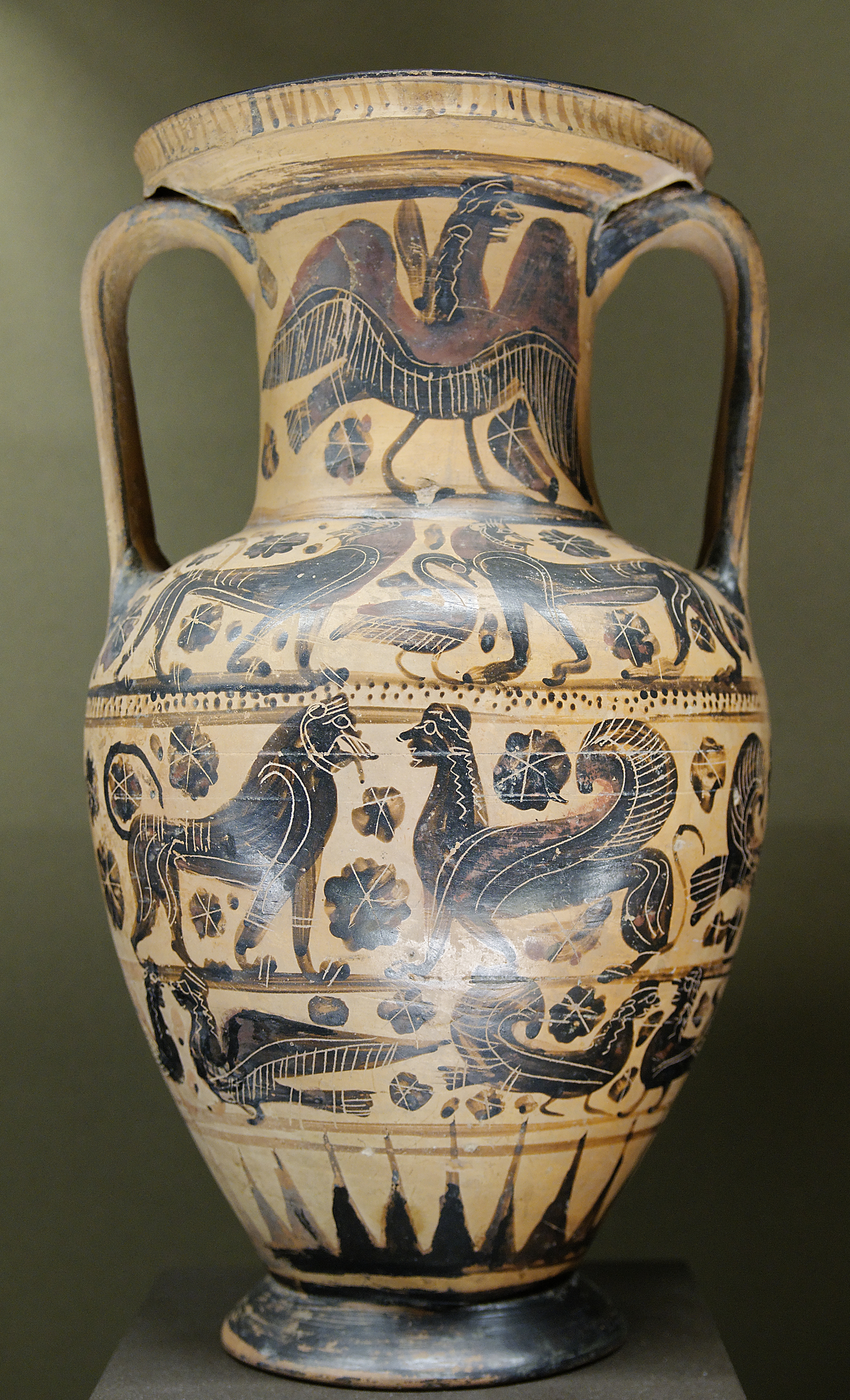
Ánfora con esfinges. Louvre E814.

El Pintor de Polos fue un pintor ático de vasos del estilo de figuras negras. Sus obras datan de los años 575 a 565 a. C.
Se considera que el Pintor de Polos tiene un estilo personal distintivo, aunque solo tiene un talento artístico mediocre. Estilísticamente, se asemeja al anterior Grupo de Ragusa, que fue fuertemente influenciado por la pintura de vasos corintia. Fue muy productivo. La mayoría de sus vasos estaban decorados con «frisos de animales degenerados» (John Boardman). Su nombre convenido se basa en las coronas de polos con rayas cruzadas que llevaban las mujeres, animales y sirenas que pintó. Se le atribuyen más de 100 vasos y fragmentos conocidos. Sus obras estaban muy difundidas en todo el mundo griego, presumiblemente entre clientes menos exigentes; se han encontrado desde Atenas y Ática, pasando por el sur de Italia, hasta España, Cirenaica, Egipto y Asia Menor. Decoró todas las formas de vasos de la época, pero prefería los platos y lécanes.

## Obras (selección)
- París, Museo del Louvre

CA 3059 Lécane
Cp 10501 Fragmento de un ánfora de campana.
- Reading, Museo de Arqueología Griega de Ure

14.9.82 Fragmento de una terracota pintada.
14.9.83 Fragment de una lécane.
- San Francisco, Museo de Bellas Artes

1925.364 Esquifo.